# 拉普拉塔 (密蘇里州)
拉普拉塔（英語：La Plata）是位於美國密蘇里州梅肯縣的城市。

## 人口
根據2020年美國人口普查的數據，拉普拉塔的面積為4.13平方千米，當中陸地面積為4.11平方千米，而水域面積為0.02平方千米。當地共有人口1257人，而人口密度為每平方千米304人。